# Hełmówka okrytozarodnikowa
Hełmówka okrytozarodnikowa (Galerina calyptrata P.D. Orton) – gatunek grzybów należący do rodziny podziemniczkowatych (Hymenogastraceae).

## Systematyka i nazewnictwo
Pozycja w klasyfikacji według Index Fungorum: Galerina, Hymenogastraceae, Agaricales, Agaricomycetidae, Agaricomycetes, Agaricomycotina, Basidiomycota, Fungi.
Po raz pierwszy opisał go w 1960 roku Peter Darbishire Orton w Anglii. Wskazał holotyp. Synonim: Galerina cerina var. calyptrata (P.D. Orton) Arnolds 1982. Polską nazwę nadał Władysław Wojewoda w 2003 r.

## Morfologia
Kapelusz
O wymiarach 6–13 × 5–7 mm, raczej ostro stożkowaty, jaskrawo pomarańczowobrązowy, półprzezroczyście prążkowany do połowy promienia, gęsto owłosiony.
Trzon
O wysokości 23–45 mm i grubości 0,8–1,5 mm, cylindryczny z podstawą nabrzmiałą do 1,5 mm. Powierzchnia błyszcząca, żółtobrązowa z rozproszonymi, białymi włókienkami osłony, na wierzchołku i u podstawy biało oprószona.
Miąższ
O słabym, lekko mącznym zapachu.
Cechy mikroskopowe
Zarodniki owalne lub migdałowate. U niektórych czasami następuje nieznaczne odwarstwienie perisporium, tworzące aureolę. Rozmiary zarodników: 11,2–13,9 × 6,5–8 μm, Qe = 1,73. Cheilocystydy bardzo liczne, od cylindryczno-krętych do nieco pęcherzykowatych lub butelkowatych, w niektórych przypadkach z główkami. Brak pleurocystyd. Skórka typu cutis, zbudowana ze strzępek o szerokości 4–9 μm, silnie żółtobrązowych, inkrustowanych, niektóre strzępki z komórkami końcowymi podzrazikowymi, ale bez zróżnicowanych pilocystyd. Obecne sprzążki.

## Występowanie i siedlisko
Podano stanowiska na niektórych wyspach i wszystkich kontynentach poza Afryką i Antarktydą. W Europie jest szeroko rozprzestrzeniony. W Polsce do 2003 r. podano 2 stanowiska, w późniejszych latach podano wiele następnych. Aktualne stanowiska podaje także internetowy atlas grzybów. Znajduje się w nim na liście gatunków zagrożonych i wartych objęcia ochroną.
Grzyby mszakolubne, saprotrofy występujące w lasach wśród mchów, zwłaszcza torfowców.